# Tachycines
Tachycines är ett hopprätvingesläkte som beskrevs av Johann Christian Adelung 1902. Tachycines ingår i familjen grottvårtbitare, Rhaphidophoridae.

## Dottertaxa tillTachycines, i alfabetisk ordning[2][1]
- Tachycines adelungi Chopard, 1921
- Tachycines altimontanus (Gorochov, 2010)
- Tachycines aspes (Rampini & Di Russo, 2008)
- Tachycines asynamorus Adelung, 1902
- Tachycines ater Li, Feng & Luo, 2021
- Tachycines baiyunjianensis Qin, Wang, Liu & Li, 2018
- Tachycines belousovi (Gorochov, 2010)
- Tachycines beresowskii (Adelung, 1902)
- Tachycines bifolius Zhu, Chen & Shi, 2020
- Tachycines bifurcatus (Gorochov, 2010)
- Tachycines bilobatus Qin, Wang, Liu & Li, 2018
- Tachycines borealis (Cui & Liu, 2013)
- Tachycines borutzkyi (Gorochov, 1994)
- Tachycines brevicaudus Karny, 1934
- Tachycines bruneri Karny, 1934
- Tachycines buyii Zhou & Yang, 2022
- Tachycines caudatus (Gorochov, Rampini & Di Russo, 2006)
- Tachycines cavernus (Jaio, Niu, Liu, Lei & Bi, 2008)
- Tachycines chenhui (Rampini & Di Russo, 2008)
- Tachycines chinensis Storozhenko, 1990
- Tachycines coomani Chopard, 1929
- Tachycines cuenoti Chopard, 1929
- Tachycines danpingensis Zhou, Ou, Shi, Long, Zhang & Zheng, 2021
- Tachycines dentatus Li, Feng & Luo, 2021
- Tachycines denticulatus (Gorochov, 2010)
- Tachycines dianxicus Qin, Liu & Li, 2019
- Tachycines dispar Qin, Liu & Li, 2019
- Tachycines fallax (Zhang & Liu, 2009)
- Tachycines femoratus (Zhang & Liu, 2009)
- Tachycines ferecaecus (Gorochov, Rampini & Di Russo, 2006)
- Tachycines gansu (Gorochov, 2010)
- Tachycines gonggashanicus (Zhang & Liu, 2009)
- Tachycines huaxi Huang & Luo, 2019
- Tachycines incisus Qin, Wang, Liu & Li, 2018
- Tachycines jialiangensis Zhou & Yang, 2022
- Tachycines jinniui Zhou & Yang, 2022
- Tachycines kabaki (Gorochov, 2010)
- Tachycines karnyi Qin, Wang, Liu & Li, 2018
- Tachycines lahaidensis Zhou & Yang, 2022
- Tachycines lalinus Feng, Huang & Luo, 2019
- Tachycines latellai (Rampini & Di Russo, 2008)
- Tachycines latiliconcavus Zhu, Chen & Shi, 2020
- Tachycines latus (Zhang & Liu, 2009)
- Tachycines liboensis Zhu, Chen & Shi, 2020
- Tachycines lii Qin, Liu & Li, 2019
- Tachycines longicaudus Karny, 1934
- Tachycines longilaminus (Zhang & Liu, 2009)
- Tachycines lushuicus Qin, Liu & Li, 2019
- Tachycines maoershanensis Qin, Liu & Li, 2019
- Tachycines maximus Qin, Wang, Liu & Li, 2018
- Tachycines meditationis Würmli, 1973
- Tachycines multispinosus Qin, Wang, Liu & Li, 2018
- Tachycines nocturnus (Gorochov, 1992)
- Tachycines nulliscleritus Zhu, Chen & Shi, 2020
- Tachycines omninocaecus (Gorochov, Rampini & Di Russo, 2006)
- Tachycines pallidus Qin, Liu & Li, 2019
- Tachycines papilious Zhu & Shi, 2021
- Tachycines paradoxus Zhu, Chen & Shi, 2020
- Tachycines parvus Qin, Liu & Li, 2019
- Tachycines pentagona Li, Feng & Luo, 2021
- Tachycines pinglangus Zhou & Yang, 2022
- Tachycines plumiopedella Li, Feng & Luo, 2021
- Tachycines portae Zhou & Yang, 2022
- Tachycines proximus (Gorochov, Rampini & Di Russo, 2006)
- Tachycines quadratus Zhu & Shi, 2021
- Tachycines racovitzai Chopard, 1916
- Tachycines rammei Karny, 1926
- Tachycines roundatus (Zhang & Liu, 2009)
- Tachycines semicrenatus (Gorochov, Rampini & Di Russo, 2006)
- Tachycines shanduensis Zhou & Yang, 2022
- Tachycines shibenzhangi Zhou & Yang, 2022
- Tachycines shiziensis Zhu & Shi, 2021
- Tachycines shuangcha Feng, Huang & Luo, 2020
- Tachycines sichuanensis Qin, Wang, Liu & Li, 2018
- Tachycines sichuanus (Gorochov, 2010)
- Tachycines solida (Gorochov, Rampini & Di Russo, 2006)
- Tachycines sonlaensis (Gorochov, 1990)
- Tachycines sparsispinus Zhu & Shi, 2021
- Tachycines svenhedini Karny, 1934
- Tachycines taenus Zhu, Chen & Shi, 2020
- Tachycines tongrenus Feng, Huang & Luo, 2020
- Tachycines tonkinensis Chopard, 1929
- Tachycines transversus Qin, Wang, Liu & Li, 2018
- Tachycines trapezialis Zhou & Yang, 2020
- Tachycines trilobatus Qin, Wang, Liu & Li, 2018
- Tachycines tuberus Zhu, Chen & Shi, 2020
- Tachycines umbellus Zhu, Chen & Shi, 2020
- Tachycines validus Chopard, 1921
- Tachycines verus Qin, Liu & Li, 2019
- Tachycines vicinus Qin, Liu & Li, 2019
- Tachycines wuyishanicus (Zhang & Liu, 2009)
- Tachycines xiai Qin, Wang, Liu & Li, 2018
- Tachycines yanlingensis Qin, Wang, Liu & Li, 2018
- Tachycines yueyangensis Qin, Liu & Li, 2019
- Tachycines zaoshu Feng, Huang & Luo, 2020
- Tachycines zhongi Zhou & Yang, 2022
- Tachycines ziyunensis Zhou & Yang, 2022
- Tachycines zorzini (Rampini & Di Russo, 2008)